# Palazzo della Mercanzia
Il Palazzo della Mercanzia di Bologna, anche detto Loggia dei Mercanti o Palazzo del Carrobbio, si affaccia sull'omonima piazza. Dalla fine del XIV secolo alla fine del XVIII è stato la sede dell'Universitas mercatorum (Foro dei Mercanti) e di alcune Corporazioni. A partire dal 1797, con l'occupazione francese, diviene la sede della Camera di Commercio.

## Storia
Il palazzo fu probabilmente costruito a completamento degli edifici che circondavano la piazza formatasi spontaneamente già in epoca romana all'incrocio tra l'antica via Emilia per Rimini (strada Maggiore) e l'antica via Salaria per Ravenna (Via San Vitale).
In seguito alla conquista longobarda della città (VIII secolo), nell'area dove nel XIV secolo verrà innalzato il palazzo della Mercanzia sorse un borgo abitato da una piccola comunità di Longobardi, le cui strade ad orientamento radiale andranno a convergere nell'attuale piazza di Porta Ravegnana formando un "carrobbio", incrocio, da cui il termine con il quale a volte viene designato il palazzo.
Nel 1382 il comune di Bologna decise di dare una sede al Foro dei Mercanti e, individuato il sito nella zona dove sorgeva la Gabella, affidò il progetto del palazzo agli architetti Lorenzo da Bagnomarino e Antonio di Vincenzo, quest'ultimo noto per aver disegnato la Basilica di San Petronio. I lavori vennero terminati nel 1391, anno in cui s'insediò il Tribunale mercantile.

### Il Tribunale mercantile
Questo istituto era formato da un collegio composto da dodici consoli che rappresentavano le Compagnie delle arti e da un giudice, sino al 1427 proveniente da altre città. Aveva il compito di giudicare tutte le questioni e le controversie in ambito mercantile, di attendere alla manutenzione e alla sorveglianza del Canale Navile, e di disciplinare la compilazione dei libri dei commercianti e dei sensali. Per i ricorsi in appello ci si rivolgeva ad un collegio composto da un giudice, eletto tra i professori dello Studio, e da quattro sopraconsoli, carica ricoperta dai mercanti. Ogni cinque anni si eleggevano otto statutieri che avevano il compito di sorvegliare i collegi giudicanti e potevano modificare o redigere ex novo lo statuto dell'Universitas mercatorum. Le sentenze e le riunioni del tribunale venivano annunciate pubblicamente dal balcone in marmo bianco posto al centro della facciata principale, precedute dai rintocchi della Campana della Lucardina, attualmente nel Museo Civico Medievale di Bologna, che probabilmente era posta accanto al balconcino. Coloro che venivano giudicati colpevoli di fallimento doloso erano legati ad un paletto, posto davanti alla colonna centrale della loggia, ed esposti al pubblico ludibrio.

## Descrizione

### L'esterno del palazzo

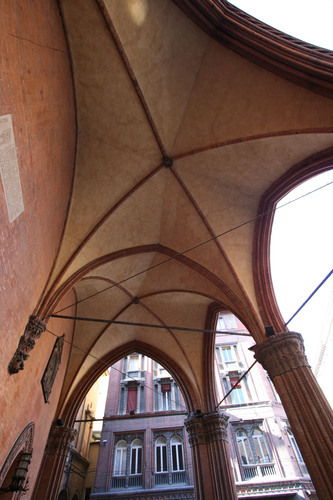
Volte del loggiato

Il Palazzo della Mercanzia presenta nel complesso un eclettismo stilistico caratterizzato dalla compresenza di stilemi romanico-lombardi, riscontrabili nella serie di archetti pensili che sottendono gli stemmi delle Compagnie delle Arti, gotici, di cui è esempio il balcone con baldacchino, e classico-naturalistici, come nei capitelli decorati con elementi floreali. 
Questa eterogeneità stilistica è probabilmente dovuta al contributo di artisti provenienti da scuole diverse a cui fu affidata la realizzazione delle decorazioni e delle sculture.
Partendo dal basso, la facciata principale dell'edificio presenta una loggia sostenuta da pilastri che reggono delle volte a sesto acuto. 
Tre nicchie contenenti delle statue in marmo, di cui quella centrale raffigura la giustizia, caratterizzano la facciata esterna nella parte superiore agli archi. Procedendo verso l'alto incontriamo in posizione centrale la tribuna col baldacchino a cuspide, affiancata da ambo i lati da due bifore con colonnette a spirale. Nella parte superiore della facciata troviamo una cornice, che racchiude i già citati stemmi delle Compagnie delle Arti, sormontata da una serie di alti merli.

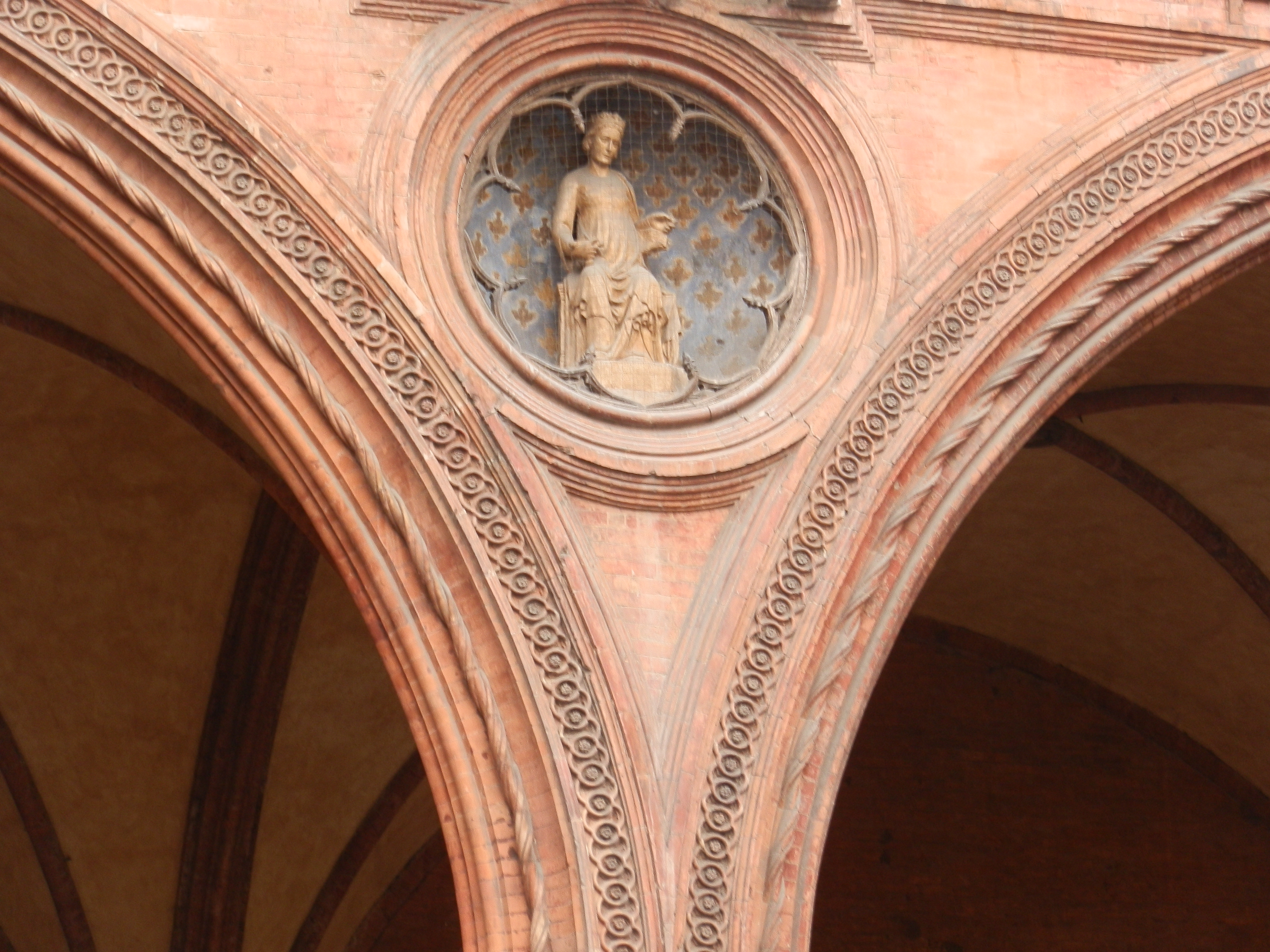
Particolare delle decorazioni in cotto

Le facciate laterali che danno l'una su via Castiglione e l'altra su via Santo Stefano sono ugualmente impreziosite da nicchie, bifore e motivi ornamentali. 
Le decorazioni dell'edificio sono arricchite dalle statue di sei santi di cui quattro raffigurano i protettori della città (San Domenico, San Zama, San Floriano e San Petronio) e le altre due San Pietro e Sant'Antonio da Padova.
Particolare menzione meritano la lunetta decorata a intarsio, che sormonta la porta d'accesso e presenta gli stemmi del Comune di Bologna e della famiglia Bentivoglio, e l'orologio posto nel 1889 sopra l'arco del portale che ricorda quello presente nel XV secolo all'esterno del Palazzo Pubblico a Siena.

### L'interno del palazzo
Fino agli inizi del Novecento l'edificio coincideva con lo stabile antistante l'omonima piazza, strutturato su due piani diversamente disposti rispetto all'attuale collocazione. Al piano superiore si trovava la sede del Tribunale dove, in seguito, si stabilì la Compagnia dei cambiatori, ma non è chiaro come fossero distribuite le sale.
Con l'istituzione della Camera di commercio in epoca napoleonica, il Tribunale e la Cancelleria furono ospitati al piano inferiore, dove, date le ridotte dimensioni dei locali, fu necessario affittare tre stanze dell'attiguo Palazzo Sampieri collegandole all'edificio tramite aperture interne.
In occasione dei restauri del 1837, fu realizzata una più efficiente disposizione degli spazi interni che comportò anche il rifacimento dell'atrio e la costruzione della scala, la cui completa realizzazione risale al 1857.

#### Il primo piano
I locali del primo piano sono collegati da un elegante corridoio affrescato in stile rinascimentale ornato di stemmi. La prima stanza è la Saletta Verde, che prende il nome dal colore delle pareti, con il soffitto in stile seicentesco. Segue la Sala di Giunta, con un lampadario di Murano appeso al soffitto in legno e le pareti in seta e marmo adornate con opere d'arte. Di fianco vi sono due uffici, con pareti in stoffa di seta e decorazioni sul soffitto risalenti al 1700, separati da un atrio con pitture raffiguranti attività lavorative. Dagli uffici si entra nella sala delle riunioni, dove sono presenti raffigurazioni di episodi della storia romana. Da questa sala si può accedere ad un cortiletto. Continuando per il corridoio si nota la direzione dell'ufficio di ragioneria caratterizzata da decorazioni in stile neoclassico e da un dipinto della dea Venere.

#### Il salone dell'Anagrafe
Il salone dell'Anagrafe, ristrutturato nel 1920 su progetto di Mario Dagnini, presenta un pavimento in marmo a mosaico e un soffitto in legno, sulle pareti sono dipinte immagini legate alle attività commerciali, artigianali e agricole della città, realizzate dal pittore Arnaldo Gentili. Dagli uffici adiacenti al salone è possibile accedere all'archivio storico dell'Anagrafe camerale.

#### Scala d'onore
La scala, che dà accesso al salone consiliare, fu progettata dall'ingegnere Carlo Scarabelli nell'ambito dei lavori di restauro che interessarono l'edificio dal 1837 al 1840. È costituita da settantacinque gradini divisi in cinque rampe, le volte e le pareti sono decorate con gli stemmi delle Compagnie delle “arti maggiori” e gli emblemi araldici delle famiglie a cui appartenevano i giudici che si sono avvicendati nel tribunale. Le decorazioni furono eseguite dal pittore Michele Mastellari che dopo attenti studi riprodusse fedelmente le cromie dei diversi vessilli e riportò sugli stemmi i nomi dei giudici, gli anni in cui restarono in carica e le qualifiche personali.
Secondo l'iscrizione scolpita sulla lapide in cima alla scala dovrebbero essere presenti gli stemmi gentilizi dei giudici eletti dal 1441 al 1800, in realtà lo stemmario inizia dal 1445.

#### La biblioteca
La biblioteca camerale si trova in via S. Stefano, detiene un considerevole patrimonio tra quotidiani, periodici, volumi e opuscoli, la cui consultazione è aperta al pubblico dal 1951. Tra i reperti più interessanti, meritano menzione le raccolte di ordini, decreti e provvedimenti delle Corporazioni mercantili risalenti ai secoli XVII e XVIII, gli Statuti del Foro dei Mercanti dal 1550 alla fine del Settecento, i verbali della Compagnia dei Cambiatori dal 12 giugno 1669 al 30 maggio 1680, i volumi manoscritti detti “delle catene” (secc. XVII-XVIII).

#### Il secondo piano
Attraverso un salotto, decorato con dipinti dei presidenti della Camera di Commercio dal 1861 ad oggi, si accede al secondo piano del palazzo. In questa sala vi è anche un'iscrizione in onore di Gregorio XIII. Proseguendo si giunge al Salone Consiliare. La porta di questa sala è caratterizzata da un'iscrizione che ricorda i lavori eseguiti nella medesima sala da Dagnini nel 1921. Per un certo periodo la sala è stata la sede del Tribunale Mercantile. Nel 1916 iniziò un restauro che si concluse nel 1921, sempre ad opera del Dagnini. In breve le pareti furono abbellite con stemmi e decorazioni. Sulla parete più lunga, nelle lunette degli archi, si trovano le due figure principali: la Giustizia, con spada e bilancia, e l'Equità, con libri del diritto e una serpe. Sul soffitto vi è un ritratto del santo protettore delle Arti. Inoltre tutta la parete superiore è caratterizzata da un simbolo che per Dagnini rappresentava il passaggio ad una nuova fase. Il simbolo in questione è il ceppo che si espande nelle lunette degli archi. Questa interpretazione viene esplicitata dalla frase latina “NOVA EX ANTIQUO JURE VIRESCIT LIBERTAS” (La tenebra diventa luce, il vecchio si vivifica in nuovo). I dipinti vengono valorizzati dalla luce che filtra attraverso le vetrate. Da una piccola porta si può accedere al balcone che si affaccia direttamente su Piazza della Mercanzia. Infine in un angolo della sala si trova il gonfalone camerale caratterizzato da un pregevole lavoro di ricamo che raffigura una testa di Mercurio. Anche questo lavoro è opera di Mario Dagnini.

## Restauri

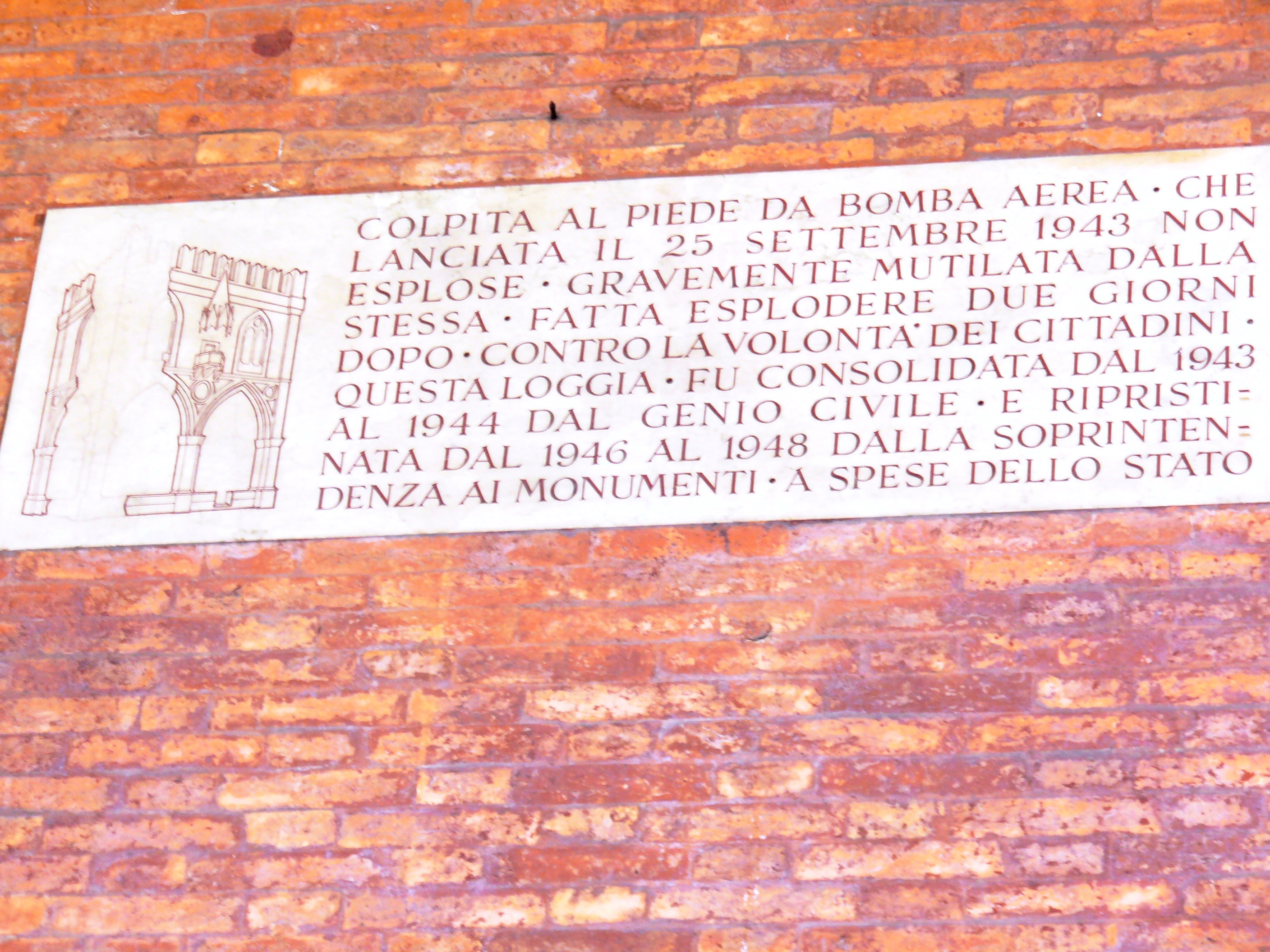
Lapide commemorativa della ricostruzione della loggia (1946-48)

Il Palazzo della Mercanzia ha subito numerosi restauri nel corso dei secoli, tra i più importanti ricordiamo quello del 1484, commissionato da Giovanni II Bentivoglio, signore di Bologna, in seguito ai gravi danni subiti dall'edificio a causa de crollo della vicina Torre de' Bianchi, il restauro della facciata nel 1615, testimoniato da una lapide posta sotto il baldacchino del balcone, a cui si devono alcuni elementi barocchi come gli stemmi e le finestre architravate della porta, l'importante ristrutturazione del 1837 realizzata dall'ingegnere Carlo Scartabelli a cui si deve l'apertura di una nuova porta nella campata di via Santo Stefano e di due finestre tonde sopra le porte, in una delle quali è collocato l'orologio, infine la ricomposizione di una parte della loggia avvenuta tra il 1946 e il 1949 dopo il crollo della struttura ad angolo provocato dal brillamento di un ordigno inesploso.

## Curiosità

### I privilegi degli studenti
Sulla facciata del Palazzo prospiciente a via Castiglione si trova una lapide del XV secolo con un'iscrizione in latino che elenca i privilegi di cui godevano gli scolari dello Studio a cui il Comune pagava le spese per i libri di studio, il vitto e il vestiario. 

### Il crollo

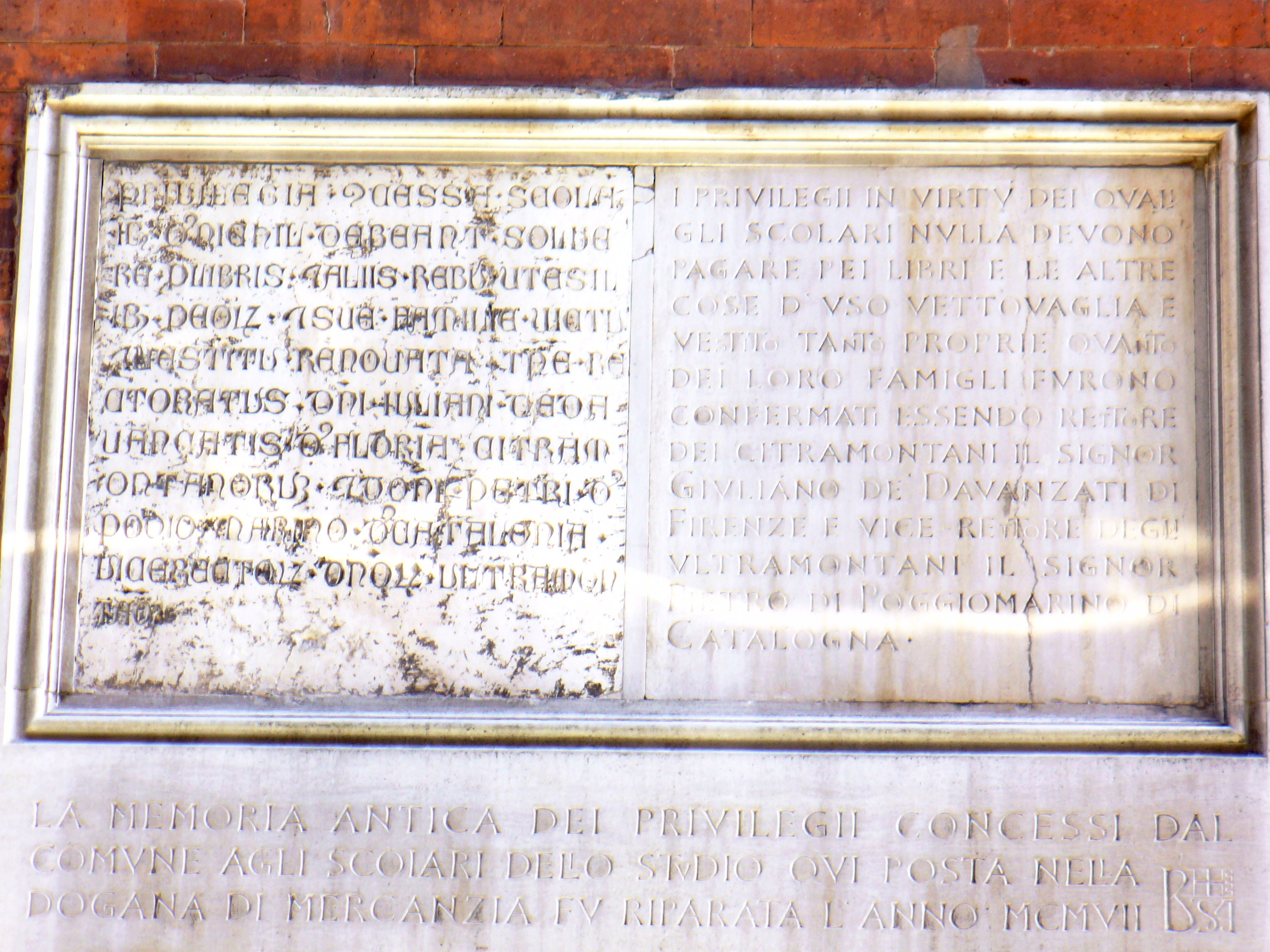
I privilegi degli studenti

Secondo le cronache, nel 1484 il crollo della Torre de' Bianchi, che rovinò sul Palazzo della Mercanzia e su alcune case in via Castiglione, provocò la morte di ventitré persone e coinvolse diversi passanti, tra cui un facchino che stava trasportando pesce da alcune pescherie situate nei dintorni. Per far accorrere le persone sul luogo dell'incidente, Giovanni II Bentivoglio fece suonare le trombe così quando il malcapitato fu estratto vivo dalle macerie pare che confessò di aver creduto di sentire le trombe del Giudizio.

### Le ricette
Il Palazzo della Mercanzia di Bologna custodisce le ricette originali di alcuni prodotti tipici della cucina bolognese:
- ricetta e misura della vera tagliatella di Bologna, depositata il 16/04/1972
- ricetta del vero ripieno dei tortellini di Bologna, depositata il 07/12/1974
- ricetta del ragù bolognese, depositata il 17/10/1982
- ricetta del certosino di Bologna, depositata il 23/06/2003
- ricetta delle lasagne verdi bolognesi, depositata il 04/07/2003